# Isekai

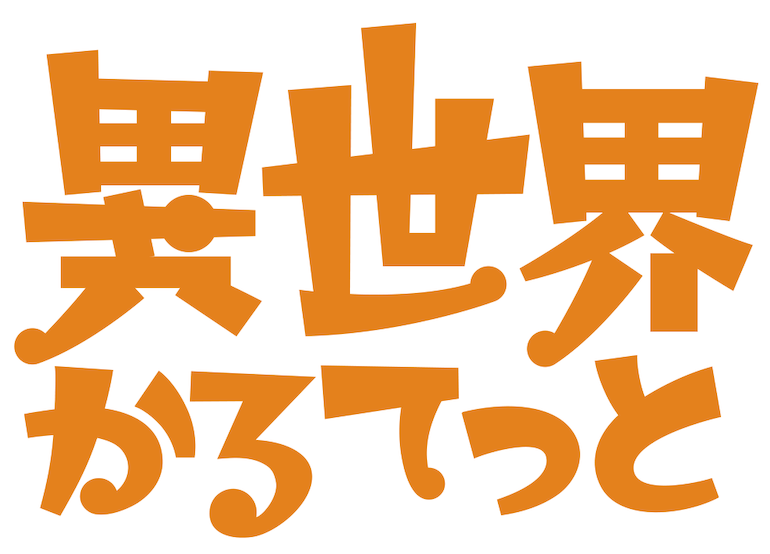
Logo del anime Isekai Quartet.

L'Isekai (Japonès:異世界, いせかい, altre món) és un gènere de manga i anime que sol tractar sobre un protagonista únic o múltiples personatges transportats forçosament a un món fantàstic, ja siga un món virtual o un univers paral·lel. En algunes històries existeix la possibilitat de tornar al món original, mentre que en altres el món alternatiu és una presó sense eixida. L'isekai és un dels gèneres d'anime més populars, guanyant fama fora del Japó especialment amb l'anime Sword Art Online, estrenat en 2012. Usualment moltes obres de gènere isekai tenen elements recurrents entre elles, com un protagonista poderós que derrota els seus enemics fàcilment o un grup de personatges femenins que segueixen el protagonista (Harem).

## Història
El concepte d'isekai s'origina al folklore japonès i la literatura japonesa, amb històries com Urashima Tarō en què el protagonista viatja a un regne fantàstic al fons de l'oceà i torna al món després de passar 4 o 5 dies baix la mar per trobar que han passat 300 anys des de que es va submergir. Altres històries occidentals similars a l'isekai són Alícia en terra de meravelles (1865), Peter Pan (1904) i El màgic d'Oz (1900). D'aquesta última, existeix una adaptació a l'anime titulada オズの魔法使い (Ozu no Mahōtsukai) estrenada en 1982.
La primera obra japonesa moderna considerada de gènere isekai és Guerrer d'altre Món de Haruka Takachiko, publicada l'any 1979. Entre altres, la pel·lícula El viatge de Chihiro per Studio Ghibli fou la primera de gènere isekai de guanyar popularitat mundial, encara que no es sol categoritzar com a isekai. Entre altres, l'obra japonesa Re:Zero és una molt popular novel·la lleugera i anime del gènere isekai, i està present en una pel·lícula i anime crossover anomenada Isekai Quartet, en la qual diversos personatges d'anime i novel·les lleugeres isekai són transportats a un altre món i han de viure una nova vida junts.